# Saint-Vrain (Marne)
Saint-Vrain é uma comuna francesa na região administrativa do Grande Leste, no departamento de Marne. Estende-se por uma área de 11.57 km², e possui 230 habitantes, segundo o censo de 2018, com uma densidade de 20 hab/km².